# Robinson List
La Robinson List è un elenco opt-out di persone che non desiderano ricevere contatti a fini pubblicitari.
Tale contatto può avvenire tramite:
- posta elettronica;
- posta ordinaria;
- fax;
- telefono.

In Italia, con il decreto del presidente della Repubblica 7 settembre 2010 n. 178, è stato istituito il Registro delle Opposizioni.
Esso consente di registrare numeri di telefonia fissa.